# ゲトー・ボーイズ
ゲトー・ボーイズ（Geto Boys）は、アメリカ合衆国テキサス州ヒューストン出身のヒップホップ・グループ。

## 歴史
1986年、ラヒーム、サー・ラップ・ア・ロット、ザ・スリム・ジュークボックス、プリンス・ジョニー・C、DJ レディー・レッドでGhetto Boys結成。その後レディー・レッド以外脱退し、プロデューサーのジェームズ・スミスによってブッシュウィック・ビルとスカーフェイス、ウィリー・D・デニスが加入。
1989年からリック・ルービンをプロデューサーに迎え、アルバム『The Geto Boys' Grip It! On That Other Level』をリリース。1990年に現在のGeto Boysへ改名。三枚目のアルバム『We Can't Be Stopped』リリース前に、ブッシュウィックが彼女に拳銃で右目を撃たれ失明する。
1992年にウィリー・Dが脱退。ブッシュウィック・ビル、スカーフェイス、新メンバーのビッグ・マイクの3人でアルバム『Till Death Do Us Part』をリリースしたが、ビッグ・マイクが脱退。1995年にウィリー・Dが復帰するも、1997年にブッシュウィックがソロ活動に専念するため脱退。1998年のアルバム『Da Good da Bad & da Ugly』を最後に事実上の活動休止となる。
2005年、ブッシュウィック・ビル、ウィリー・D、スカーフェイスの3人で7年ぶりとなるアルバム『The Foundation』をリリース。
2015年、10年ぶりとなるアルバム『Habeas Corpus』の制作を開始したことが発表された。
2019年6月9日、ブッシュウィック・ビルが肝臓癌のため死去。

## メンバー
- ウィリー・D (Willie D.、1966年11月1日 - )：MC

テキサス州ヒューストン出身。1992年に脱退したが、1995年に復帰。
- スカーフェイス (Scarface、1970年11月9日 - )：MC

テキサス州ヒューストン出身。

## 元メンバー
- ラヒーム (Raheem)

1987年脱退。
- サー・ラップ・ア・ロット (Sir Rap-a-Lot)

1987年脱退。
- ザ・スリム・ジュークボックス (The Slim Jukebox)

1987年脱退。
- プリンス・ジョニー・C (Prince Johnny C.)

1988年脱退。
- DJ レディー・レッド (DJ Ready Red 1965年 - 2018年8月24日[5])

1990年脱退。
- ビッグ・マイク (Big Mike、1971年7月6日 - )

ルイジアナ州出身。1993年加入、1994年脱退。
- ブッシュウィック・ビル (Bushwick Bill、1966年12月8日 - 2019年6月9日)：MC

ジャマイカ・キングストン出身。1986年加入、1997年に脱退したが、2002年に復帰。2019年死去。小人症のため、身長は1.1mほどしかなかった。

## ディスコグラフィ

### アルバム
- Making Trouble (1988年)
- Grip It! On That Other Level (1989年)
- We Can't Be Stopped (1991年)
- Till Death Do Us Part (1993年)
- The Resurrection (1996年)
- Da Good da Bad & da Ugly (1998年)
- The Foundation (2005年)

### コンピレーション・アルバム
- Uncut Dope: Geto Boys' Best (1992年)
- Greatest Hits (2002年)
- Best of the Geto Boys (2008年)